# Магическое число (программирование)
Понятие «Магическое число» в программировании имеет три значения:
- Сигнатура данных
- Выделенные уникальные значения, которые не должны совпадать с другими значениями (например, UUID)[источник не указан 1267 дней]
- Плохая практика программирования.

## Сигнатура данных
Магическое число, или сигнатура, — целочисленная или текстовая константа, используемая для однозначной идентификации ресурса или данных. Такое число само по себе не несёт никакого смысла и может вызвать недоумение, встретившись в коде программы без соответствующего контекста или комментария, при этом попытка изменить его на другое, даже близкое по значению, может привести к абсолютно непредсказуемым последствиям. По этой причине подобные числа были иронично названы магическими. В настоящее время это название прочно закрепилось как термин. Например, любой откомпилированный класс языка Java начинается с шестнадцатеричного «магического числа» 0xCAFEBABE. Второй широко известный пример — любой исполняемый файл ОС Microsoft Windows с расширением .exe начинается с последовательности байт 0x4D5A (что соответствует ASCII-символам MZ — инициалы Марка Збиковски, одного из создателей MS-DOS). Менее известным примером является неинициализированный указатель в Microsoft Visual C++ (начиная с 2005 версии Microsoft Visual Studio), который в режиме отладки имеет адрес 0xDEADBEEF.
В UNIX-подобных операционных системах тип файла обычно определяется по сигнатуре файла, вне зависимости от расширения его названия. Для интерпретации сигнатуры файла в них предусматривается стандартная утилита file.

## Плохая практика программирования
Также «магическими числами» называют плохую практику программирования, когда в исходном тексте встречается числовое значение и неочевиден его смысл. Например, такой фрагмент, написанный на Java, будет плохим:
```
drawSprite
(
53
,
 
320
,
 
240
);

```

Тому, кто не писал программу, трудно понять, что такое 53, 320 или 240. Но если этот код переписать, всё становится на свои места.
```
final
 
int
 
SCREEN_WIDTH
 
=
 
640
;

final
 
int
 
SCREEN_HEIGHT
 
=
 
480
;

final
 
int
 
SCREEN_X_CENTER
 
=
 
SCREEN_WIDTH
 
/
 
2
;

final
 
int
 
SCREEN_Y_CENTER
 
=
 
SCREEN_HEIGHT
 
/
 
2
;

final
 
int
 
SPRITE_CROSSHAIR
 
=
 
53
;

...

drawSprite
(
SPRITE_CROSSHAIR
,
 
SCREEN_X_CENTER
,
 
SCREEN_Y_CENTER
);

```

Теперь понятно: этот код выводит в центр экрана спрайт — перекрестие прицела. В большинстве языков программирования все значения, используемые для таких констант, будут вычислены ещё на этапе компиляции и подставлены в места использования значений (свёртка констант). Поэтому такое изменение исходного текста не ухудшает быстродействие программы.
Кроме того, магические числа — потенциальный источник ошибок в программе:
- Если одно и то же магическое число используется в программе более одного раза (или потенциально может использоваться), то его изменение потребует правок каждого вхождения (вместо одной правки значения именованной константы). Если будут исправлены не все вхождения, возникнет как минимум одна ошибка.
- Как минимум в одном из вхождений магическое число может быть написано с ошибкой изначально, и это довольно сложно обнаружить.
- Магическое число может зависеть от неявного параметра или другого магического числа. Если эти зависимости, не выделенные явно, не будут удовлетворены, возникнет как минимум одна ошибка.
- При модификации вхождений одного магического числа можно ошибочно изменить другое магическое число, независимое, но имеющее то же числовое значение.

### Магические числа и кроссплатформенность
Иногда магические числа вредят кроссплатформенности кода. Дело в том, что в Си в 32- и 64-битных ОС гарантируется размер типов char, short и long long, в то время как размер int, long, size_t и ptrdiff_t может меняться (у первых двух — в зависимости от предпочтений разработчиков компилятора, у последних двух — в зависимости от разрядности целевой системы). В старом или неумело написанном коде могут встречаться «магические числа», означающие размер какого-либо типа — при переходе на машины с другой разрядностью они могут привести к трудноуловимым ошибкам.
Например:
```
const
 
size_t
 
NUMBER_OF_ELEMENTS
 
=
 
10
;

long
 
a
[
NUMBER_OF_ELEMENTS
];

memset
(
a
,
 
0
,
 
10
 
*
 
4
);
                            
// неправильно — подразумевается, что long равен 4 байтам, используется магическое число элементов

memset
(
a
,
 
0
,
 
NUMBER_OF_ELEMENTS
 
*
 
4
);
            
// неправильно — подразумевается, что long равен 4 байтам

memset
(
a
,
 
0
,
 
NUMBER_OF_ELEMENTS
 
*
 
sizeof
(
long
));
 
// не совсем правильно — дублирование имени типа (если изменится тип, то придется менять и здесь)

memset
(
a
,
 
0
,
 
NUMBER_OF_ELEMENTS
 
*
 
sizeof
(
a
[
0
]));
 
// правильно, оптимально для динамических массивов ненулевого размера

memset
(
a
,
 
0
,
 
sizeof
(
a
));
                         
// правильно, оптимально для статических массивов

```

### Числа, которые не являются магическими
Не все числа требуется переносить в константы. Например, код на Delphi:
```
for
 
i
:=
0
 
to
 
Count
-
1
 
do
 
...

```

Смысл чисел 0 и 1 понятен, и дальнейшего объяснения не требуется.